# Kali (božica)
Za demona, pogledajte „Kali (demon)”.
Pogledajte također „Mahakali”.
Kali (sanskrt काली, Kālī) — poznata i kao Kalika (कालिका, Kālikā) ili Shyama (श्यामा, Shyāmā) — jedan je od najpoznatijih oblika Devi, ženske snage Vrhovnog Bića u hinduizmu. Božica je moći, vremena i uništenja te najmoćniji oblik Šakti, kao i družica velikog boga Šive. Uloge Kali u mitovima, kulturi i osobnoj pobožnosti različito su protumačene u različitim razdobljima i sektama hinduizma, zbog čega je viđena kao božica majka, Majka Priroda, osloboditeljica, personifikacija vremena i uništavateljica.

## Ime
Kali je ženski oblik riječi kala; obje se riječi koriste za vrijeme. Ipak, jer kali znači i „tamnoplava”, „crna”, ime božice prevodi se i kao „ona koja je crna”. Kalin suprug, Šiva, poznat je i kao Kala.
Mahakali („velika Kali”) i Bhadrakali najčešće su zazivani oblici božice.

## Mitologija
Sveti spis Mundaka Upanishad predstavlja Kali kao tamnoplavi jezik Agnija, boga vatre. Kao posebno božanstvo, Kali se pojavljuje oko 600. godine, a David Kinsley spominje da je Kali smještena na rub hinduističkog društva ili na bojište.
Devi Mahatmya predstavlja žensko biće kao najviši oblik božanske moći te je u prvom poglavlju spomenuta „velika Kali”, pojavljujući se iz tijela usnulog Višnua. Kali, kao Mahamaya („velika obmana”), pomogla je Višnuu pobijediti asure. Spomenuto je da je Durga bila razjarena tijekom druge bitke, pa je Kali izašla iz njezina čela. Kalin isplaženi jezik bio je potreban za pobjedu nad demonom zvanim Raktabīja.
Postoje i priče o postanku Kali koje ju opisuju kao neukroćenu suprugu — Vamana Purana spominje da se Šiva svojoj ženi Parvati obratio kao tamnoplavoj, na što ona, duboko uvrijeđena, meditira kako bi postala Gauri, „zlatna” (žena svjetlije puti). Iz Parvatine kože rađa se Kaushiki, koja u gnjevu rađa Kali. Linga Purana ima Šivu kao onog koji je smirio Parvati u liku Kali, nakon što je ubila demona Daruku, kojeg muškarac nije mogao pobijediti.
U Mahabharati, Kali je poznata kao Kalaratri („tamnoplava noć”).

## Kalini oblici
Kali je prikazana kao tamna žena isplaženog jezika i divlje kose. Njezini su najpoznatiji oblici:
- Dakshinakali/Vamakali — Kali stojeći na Šivi
- Bhadrakali („pristojna Kali”)

Kao Bhadrakali, Kali je zaštitnica onih koji koriste borilačku vještinu kalaripayattu. U Mahabharati, Virabhadra kaže: „Ova gospa... zvana Bhadrakali, izišla je iz gnjeva Božice.” Virabhadra i Bhadrakali bijahu poslani da kazne Šivinog punca Dakshu.
- Mahakali („velika Kali”)

Kali je shvaćena na brojne načine jer je njezina uloga u mitologiji, obredima i kulturi dovela do mnogo tumačenja, koja se razlikuju u hinduizmu i vjerskim pokretima neopoganstva. Kali je viđena kao Priroda, plazeći jezik, potpuno ravnodušna na čovječji pogled. Tumačenje Kali kao božanske majke predstavlja njezin bijes kao odgovor na one koji žele nauditi njezinoj djeci. Šiva i Kali viđeni su kao purusha i  prakṛti — muškarac je svjesnost i duša, žena je priroda i tijelo.

## Štovanje
Budući da šaktizam predstavlja Božicu kao Vrhovno Biće, Kali je tu shvaćena kao njezin oblik koji štiti štovatelje. Mahavidya („velike mudrosti”) skupina je božica u tantri. Kali i njezina dvojnica Tara pripadaju Mahavidyama.

## Demon uDictionnaire Infernal
Kali se spominje kao mračan demon u djelu Collina de Plancyja (1793. – 1881.) Dictionnaire Infernal. Prikazuje se kao odjevena posve u crno s ogrlicom od zlatnih lubanja, kojoj se prinose ljudske žrtve.